# Kakuna
Kakuna (japanski: コクーン Cocoon) jedan je od 1025 fiktivnih vrsta Pokémona iz medijske franšize Pokémon, skupa Pokémon videoigara, animiranih serija, manga stripova, knjiga, igraćih karata i drugih medija kojima je tvorac Satoshi Tajiri. Svrha je Kakune u videoigrama, animiranoj seriji i manga stripovima, kao i svrha ostalih Pokémona, borba s divljim Pokémonima – neukroćenim stvorenjima koje igrači i likovi pronalaze dok kreću na razne avanture – i pripitomljenim Pokémonima drugih Pokémon trenera.

## Etimologijaimena
Ime Kakuna namjerno je krivo ispisana riječ engleske riječi "cocoon" = kukuljica, odnoseći se na Kakunin stadij te samu pojavu. 
Njeno japansko ime glasi potpuno je jednako engleskoj riječi te glasi Kokūn. 

## Pokédex podaci
- Pokémon Red i Blue: Gotovo nesposoban kretati se, ovaj Pokémon može jednostavno očvrsnuti svoj oklop kako bi se zaštitio od grabežljivaca.
- Pokémon Yellow: Sposoban je poduzimati male kretnje. Kada je u opasnosti, sposoban je istaknuti svoju bodlju i otrovati neprijatelja.
- Pokémon Gold: Iako se nalazi u kukuljici, sposoban je kretati se. U mogućnosti je produžiti svoju otrovnu bodlju ako je napadnut.
- Pokémon Silver:Iz ovog će oblika nastati odrasla jedinka. Kako njegovo tijelo postaje mekše, njegov vanjski oklop otvrdnjava.
- Pokémon Crystal: Gotovo nesposoban za kretanje, naslanja se na deblo drveta dok čeka na evoluciju.
- Pokémon Ruby/Sapphire: Kakuna ostaje vritualno nepomična dok je ovješena o drvo. Ipak, unutar kukuljice marljivo se priprema za nadolazeću evoluciju. Ovo postaje očito kada oklop postaje iznimno topao na dodir.
- Pokémon Emerald: Ostaje vritualno nepomičan dok je ovješen o drvo. Ipak, unutar kukuljice marljivo se priprema za nadolazeću evoluciju. Ovo postaje očito kada oklop postaje iznimno topao na dodir.
- Pokémon FireRed: Ovaj je Pokémon u privremenom stadiju stvaranja i pripremanja novog tijela. Gotovo je nesposoban samostalno se kretati.
- Pokémon LeafGreen: Gotovo nesposoban kretati se, ovaj Pokémon može jednostavno očvrsnuti svoj oklop kako bi se zaštitio od grabežljivaca.
- Pokémon Diamond/Pearl/Platinum: Skriva se od grabežljivaca ispod lišća i grana dok čeka nadolazeću evoluciju.

## U videoigrama
U igrama Pokémon Red, Blue, Yellow, FireRed i LeafGreen, Kakuna je prisutna u Viridian šumi, kao i određenim drugim dijelovima igre.
U igrama Pokémon Gold, Silver i Crystal također je uvijek prisutna u parku grada Goldenroda. U Gold i Silver verziji prisutna je unutar Illex šume, te na Stazama 2, 30, 31.

## Tehnike
| Prirodne tehnike              | Prirodne tehnike | Prirodne tehnike |
| ----------------------------- | ---------------- | ---------------- |
| Tehnika                       | Vrsta tehnike    | Razina           |
| Otrovna bodlja (Poison Sting) | Otrovni          | Weedle           |
| Vlaknasti metci (String Shot) | Buba             | Weedle           |
| Otvrdnjavanje (Harden)        | Normalni         |                  |

## Statistike
| HP:      | 45 |  |
| Attack:  | 25 |  |
| Defense: | 50 |  |
| Special: | 25 |  |
| SpAtk:   | 25 |  |
| SpDef:   | 25 |  |
| Speed:   | 35 |  |

Statistika Special korištena je samo tijekom prve generacije; kasnije je podijeljenja na Special Attack i Special Defense statistike.

## U animiranoj seriji
Kakuna je imala nekolicinu pojavljivanja u epizodama Pokémon animirane serije tijekom Ashovog boravka u Viridian šumi. Kada je njegovog Metapoda oteo roj Beedrilla, držali su ga u blizini košnice Kakuna.